# Lancia Dedra
Lancia Dedra (заводское название Type 835) — среднеразмерный автомобиль, производившийся итальянской компанией Lancia с 1989 по 2000 годы. Первоначально производился как аналог, а затем полностью заменил Lancia Prisma, которая уже не могла конкурировать на рынке. В целом, Dedra может рассматриваться как седан-версия второго поколения Delta, представленного на четыре года позже, в 1993 году.
Задачей Dedra было сохранить черты Prisma, чтобы возродить бренд Lancia на рынке средних представительских автомобилей. Так, Dedra был представлен в качестве второго флагманского автомобиля Lancia, направленный на людей, желающих приобрести элегантный среднеразмерный седан, но не более представительский автомобиль, как Thema.
Дизайн, разработанный Эрколем Спада из ателье I.DE.A Institute, показал отличный коэффициент лобового сопротивления величиной 0,29. Автомобиль выглядел престижным, эксклюзивным, индивидуальным и комфортным, что достигается применением оборудования высокого уровня и качественных материалов (например, из алькантары), а также такие детали, как специальная краска, легкосплавные диски и внимание к шумоизоляции, вентиляции и другим мелочам. В салоне регулировку имеют сидения, рулевое колесо и электрические зеркала. Присутствуют системы безопасности, как пассивная (призвана свести к минимуму травмы в результате несчастных случаев), так и активная (ABS и подушки безопасности).
Базой для автомобиля стал Fiat Tipo, у кузовов совпадали днища, так как в конце 1980-х годов Fiat Group было принято решение об экономии. Таким образом, четыре разных автомобиля имели одну базу: Fiat Tipo (1988), Lancia Dedra (1989), Fiat Tempra (1990) и Alfa Romeo 155 (1992). Позже база послужила основой для Lancia Delta и Fiat Coupe.
В 1991 году в производство был пущен Dedra Integrale. Он имел те же двигатель и коробку передач, что Delta Integrale 8v. 8-клапанный двигатель Delta Integrale является одним из продвинутых, 2-литровый 4-цилиндровый с двумя распредвалами, оснащен балансировочными валами и турбокомпрессором Garrett T3, этот двигатель выдает мощность до 171 л.с. (127 кВт). Dedra Integrale, как и Delta Integrale, это полноприводный автомобиль, имеющий новую систему контроля тяги Visco Drive 2000. Также, в качестве опции, на версиях с двигателями объемом 2 литра и более, имеется электронное управление подвеской.
Время начала производства Dedra совпало с хорошим временем для Lancia: годом ранее появился Thema, но и до этого, в течение пяти лет стабильно продавались автомобили Delta, благодаря чему успешным было и второе поколение, пользовавшееся популярностью у молодежи. У марки Y10 так же произошёл небольшой рестайлинг, увеличивший продажи. Тем не менее, Dedra не пользовался большим успехом за пределами Италии. Изменение передней части в 1993 году мало сделало для повышения продаж, а спустя года автомобиль был снят с продаж в некоторых странах с правосторонним движением. После 1993 года на итальянском рынке популярностью пользовался автомобиль в кузове универсал, но и он позже был заменен на новые Lybra в конце 1990-х годов.
Всего за 1989—2000 годы было произведено 418084 автомобилей.

## История
Официальный запуск произошёл в апреле 1989 года. Тогда были доступны автомобили с двигателями 1,6 л, 1,8 л, 2,0 л и турбодизель 1,9 л. В мае 1991 года стартовало производство Integrale с 2-литровым турбированным двигателем. В мае 1992 года на автомобиль начали установку коробки-автомат.
В октябре 1992 года произошли первые изменения по кузову. В июле 1994 года была запущена вторая версия, с новым двигателем, появилась версия кузова универсал. С января 1995 года на автомобиле устанавливались системы антикражи. В ноябре 1995 года произошли вторые изменения по кузову. В феврале 1996 года 2-литровый двигатель был заменён на 16-клапанный двигатель объёмом 1,8-литров. В январе 1997 года появилась новая 2-литровая 16-клапанная версия Integrale. В мае 1997 года обновился интерьер. В июле 1997 года появился новый двигатель объёмом 1,8 литров и мощностью 113 л.с. (83 кВт). В декабре 1997 года стартовало производство третьей версии, с новыми двигателями и новыми элементами кузова.
В январе 2000 года производство модели Lancia Dedra было закончено. Позже, в октябре 2013 года, в журнале Top Gear автомобиль Dedra попал в список «13 худших автомобилей за последние 20 лет».

## Двигатели
| Двигатель                                           | Мощность           | Крутящий момент | Объём       | Конфигурация | Масса   | Макс.скорость | Годы      |
| --------------------------------------------------- | ------------------ | --------------- | ----------- | ------------ | ------- | ------------- | --------- |
| Fiat SOHC, 1.6 i.e.                                 | 80 л.с. (59 кВт)   | 124 Нм          | 1581 куб.см | рядный-4     | 1108 кг | 170 км/ч      | 1989—1992 |
| Fiat SOHC 1.6 i.e.                                  | 75 л.с. (55 кВт)   | 125 Нм          | 1581 куб.см | рядный-4     | 1100 кг | 167 км/ч      | 1992—1994 |
| Fiat SOHC 1.6                                       | 90 л.с. (66 кВт)   | 127 Нм          | 1581 куб.см | рядный-4     | 1140 кг | 180 км/ч      | 1994—1997 |
| Fiat Modular Engine 1.6 16V                         | 103 л.с. (76 кВт)  | 144 Нм          | 1581 куб.см | рядный-4     | 1175 кг | 188 км/ч      | 1998—1999 |
| Fiat Twin Cam 1.8 i.e.                              | 107 л.с. (79 кВт)  | 140 Нм          | 1756 куб.см | рядный-4     | 1200 кг | 187 км/ч      | 1989—1993 |
| Fiat Twin Cam 1.8 i.e.                              | 90 л.с. (66 кВт)   | 133 Нм          | 1756 куб.см | рядный-4     | 1200 кг | 180 км/ч      | 1993—1994 |
| Fiat Twin Cam 1.8                                   | 101 л.с. (74 кВт)  | 142 Нм          | 1756 куб.см | рядный-4     | 1200 кг | 185 км/ч      | 1994—1996 |
| Fiat Modular Engine 1.8 16V                         | 113 л.с. (83 кВт)  | 154 Нм          | 1747 куб.см | рядный-4     | 1235 кг | 191 км/ч      | 1996—1998 |
| Fiat Modular Engine 1.8 16V                         | 131 л.с. (96 кВт)  | 164 Нм          | 1747 куб.см | рядный-4     | 1255 кг | 203 км/ч      | 1996—1998 |
| Fiat Modular Engine 1.8 16V                         | 130 л.с. (96 кВт)  | 164 Нм          | 1747 куб.см | рядный-4     | 1255 кг | 203 км/ч      | 1998-1999 |
| Fiat Twin Cam 2.0 i.e.                              | 116 л.с. (85 кВт)  | 156 Нм          | 1995 куб.см | рядный-4     | 1180 кг | 195 км/ч      | 1989-1994 |
| Fiat Twin Cam 2.0 АКПП                              | 113 л.с. (83 кВт)  | 156 Нм          | 1995 куб.см | рядный-4     | 1210 кг | 185 км/ч      | 1993-1996 |
| Fiat Twin Cam 2.0 16V                               | 139 л.с. (102 кВт) | 180 Нм          | 1995 куб.см | рядный-4     | 1260 кг | 210 км/ч      | 1994-1996 |
| Fiat Twin Cam 2.0 16V integrale                     | 139 л.с. (102 кВт) | 185 Нм          | 1995 куб.см | рядный-4     | 1395 кг | 195 км/ч      | 1994-1997 |
| ? 2.0 турбированный i.e.                            | 165 л.с. (121 кВт) | 274 Нм          | 1995 куб.см | рядный-4     | 1245 кг | 215 км/ч      | 1991-1994 |
| Lancia (Delta) Lampredi 2.0 Turbo i.e. 8v integrale | 177 л.с. (130 кВт) | 279 Нм          | 1995 куб.см | рядный-4     | 1345 кг | 215 км/ч      | 1991-1994 |
| Fiat Twin Cam 1.9 turbo ds                          | 92 л.с. (68 кВт)   | 186 Нм          | 1929 куб.см | рядный-4     | 1200 кг | 180 км/ч      | 1989-1993 |
| Fiat Twin Cam 1.9 tds                               | 90 л.с. (66 кВт)   | 186 Нм          | 1929 куб.см | рядный-4     | 1240 кг | 180 км/ч      | 1993-1999 |

## Характеристики автомобилей с разными двигателями
| Модель двигателя                          | Разгон 0-100 км/ч (в секундах) | Максимальная скорость, км/ч |
| ----------------------------------------- | ------------------------------ | --------------------------- |
| Бензин 1,6 л                              | 13,4 (универсал: 13,3)         | 180 (универсал: 175)        |
| Бензин 1,8 л                              | 12,5 (универсал: 12,7)         | 185 (универсал: 180)        |
| Бензин 1,8 л, 16 клапанов                 | 10,3 (универсал: 10,6)         | 191 (универсал: 186)        |
| Бензин 1,8 л, 16 клапанов, VVT            | 10,0 (универсал: 10,0)         | 203 (универсал: 198)        |
| Бензин 2,0 л, 8 клапанов, Turbo Integrale | 6,9                            | 215                         |
| Бензин 2,0 л, 16 клапанов                 | 9,4 (универсал: 10,3)          | 210 (универсал: 210)        |
| Бензин 2,0 л, 16 клапанов, АКПП           | 12,9                           | 185                         |
| Дизель 1,9 л, Turbo DS                    | 12,9 (универсал: 13,3)         | 180 (универсал: 180)        |

## Галерея

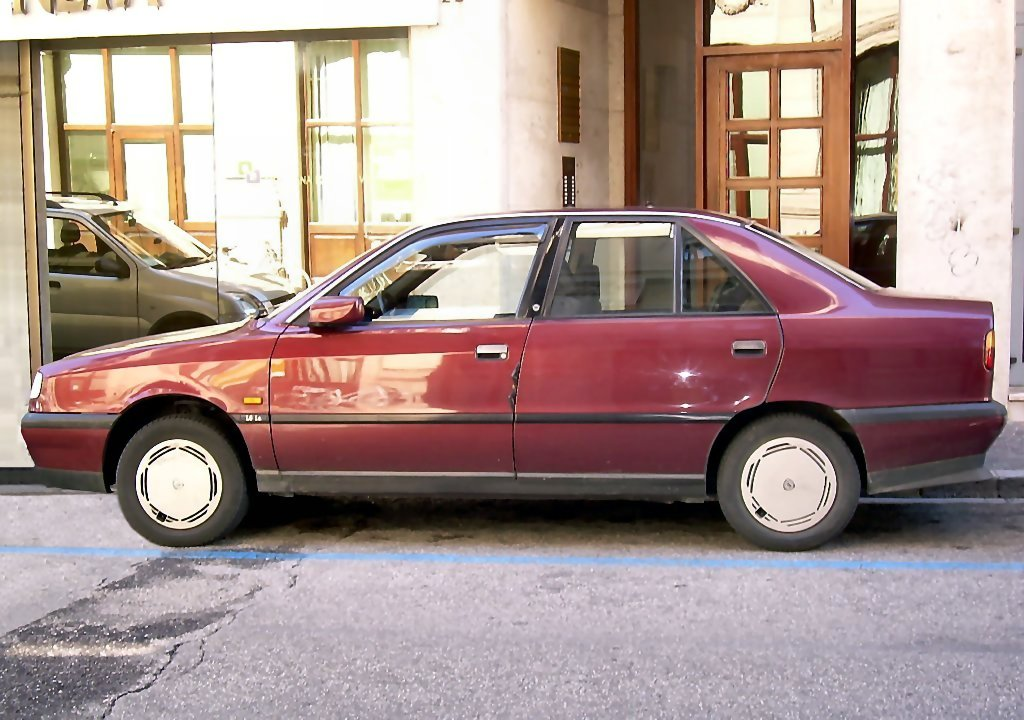
Lancia Dedra, вид сбоку
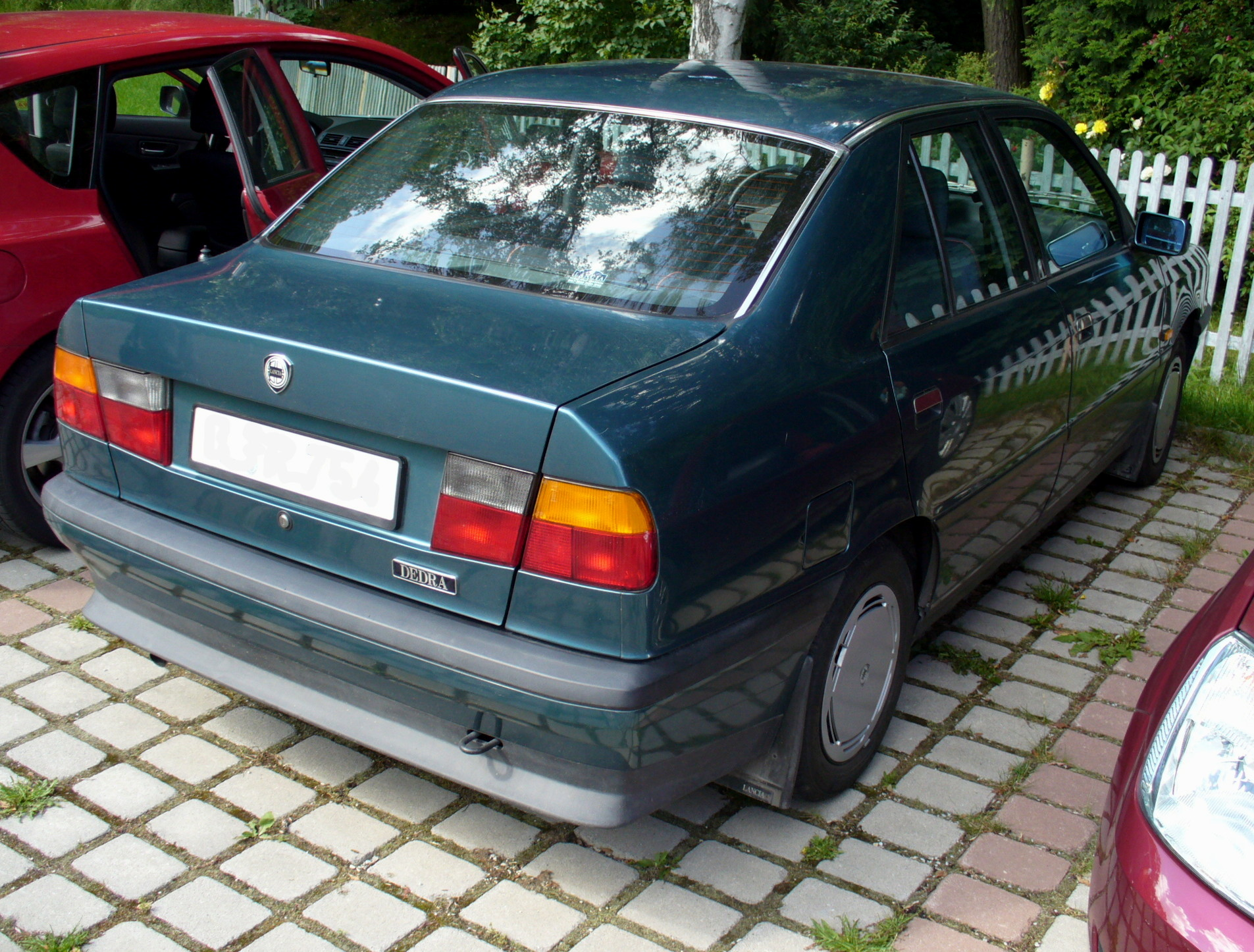
Lancia Dedra, вид сзади
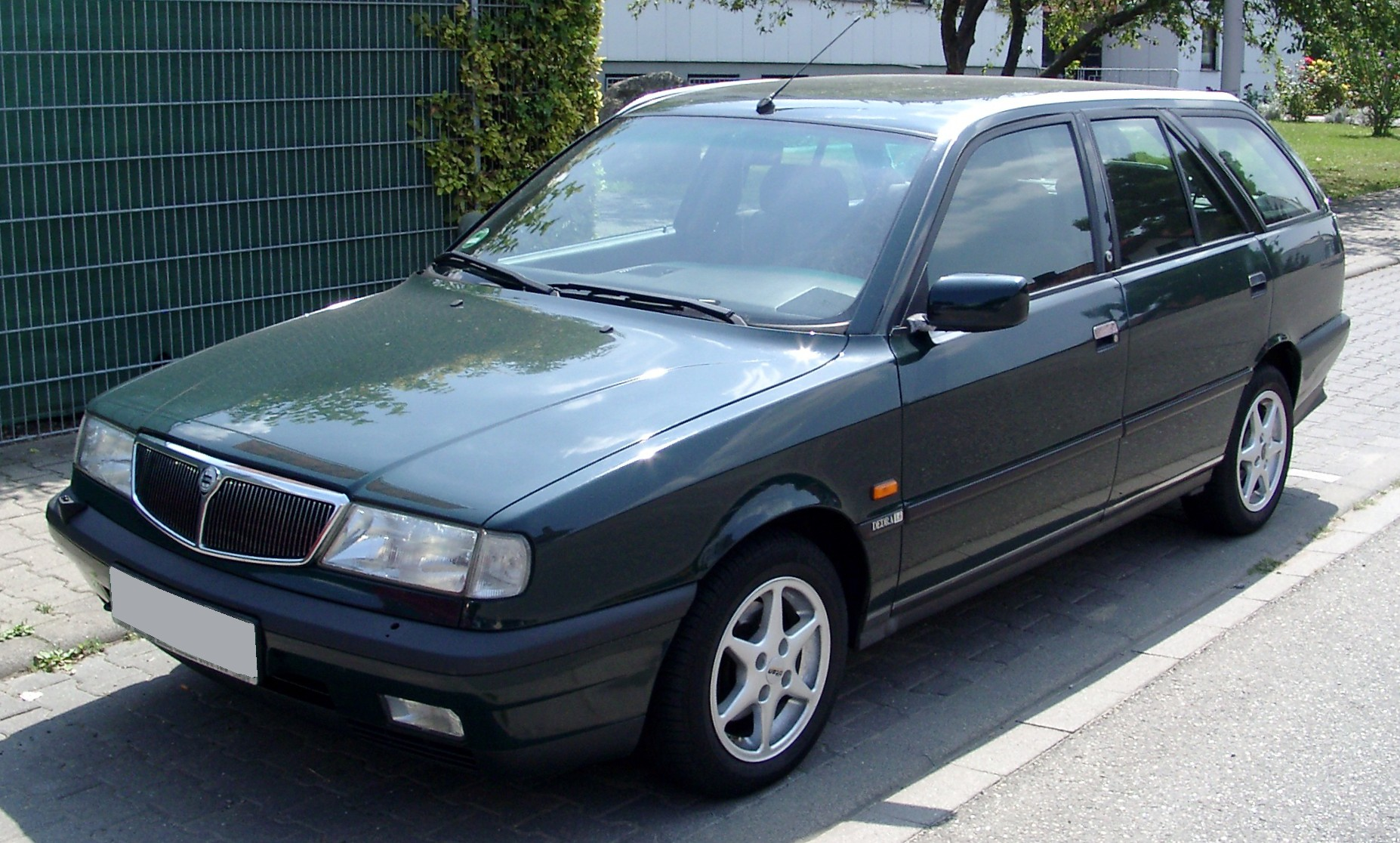
Lancia Dedra универсал, вид спереди
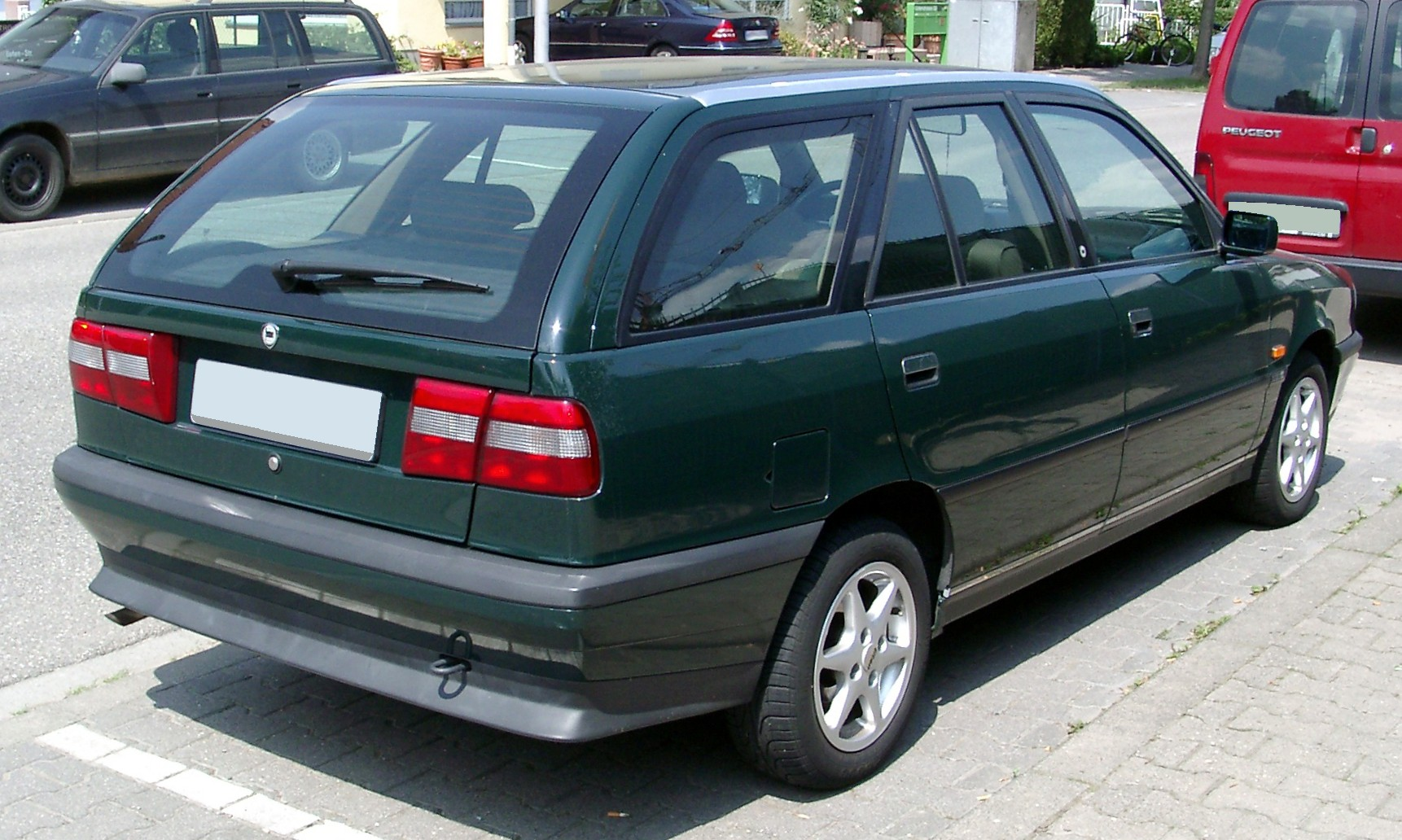
Lancia Dedra универсал, вид сзади
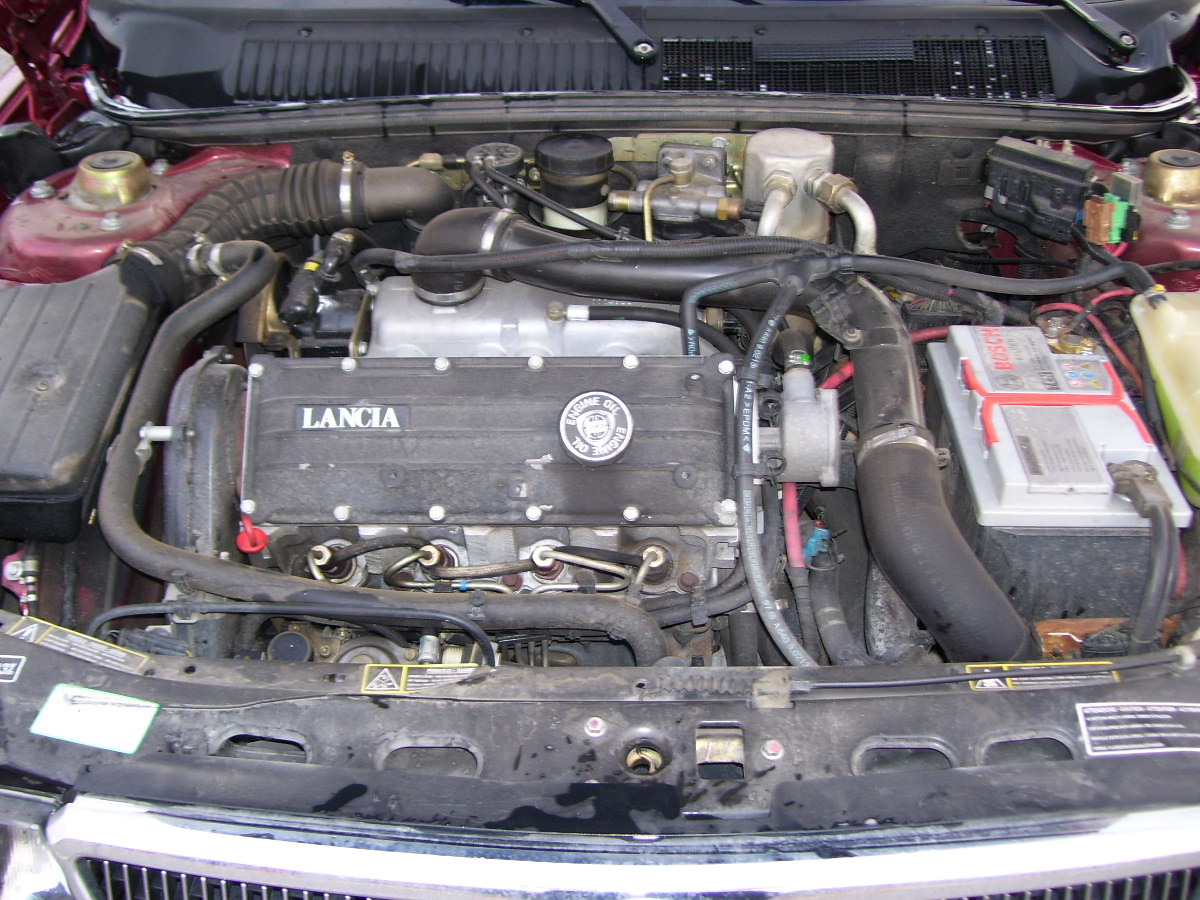
Дизель 1,9 л
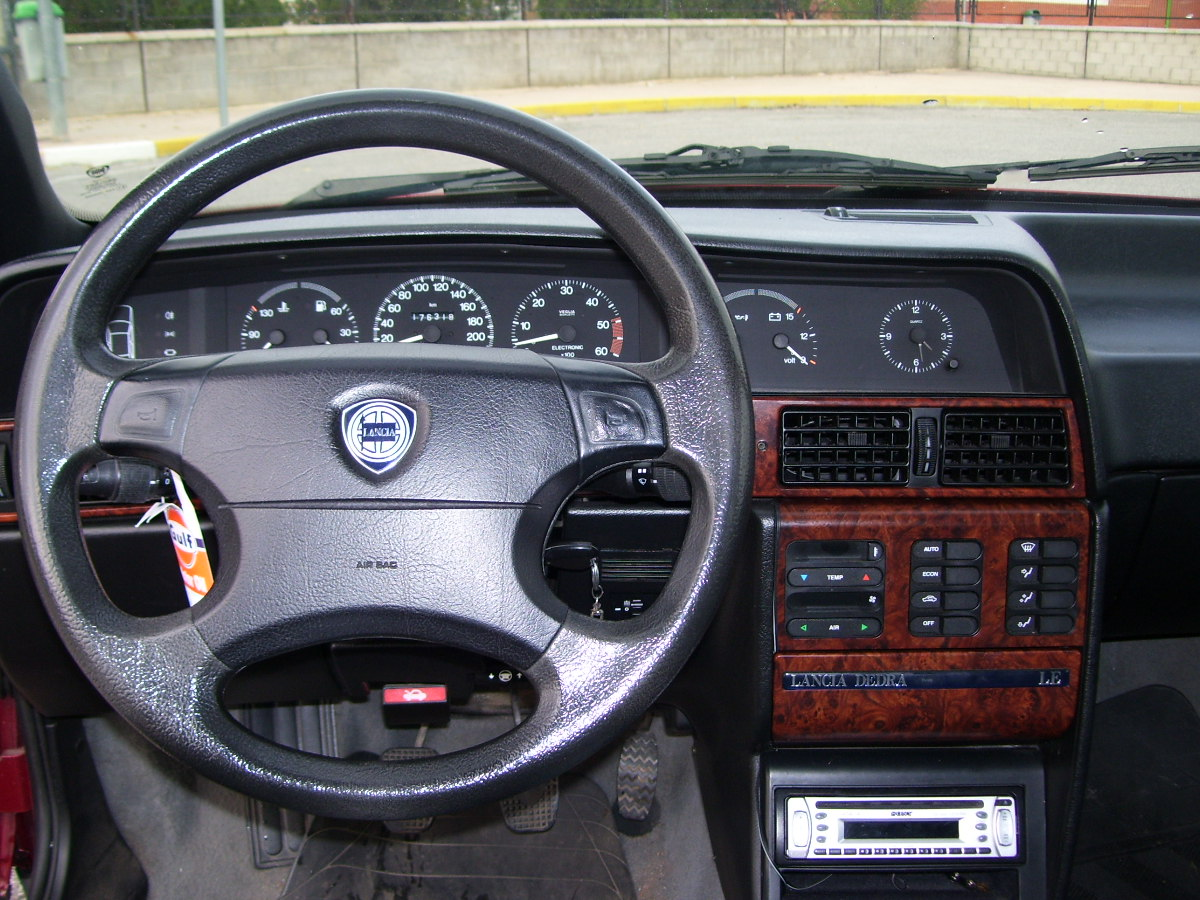
Место водителя
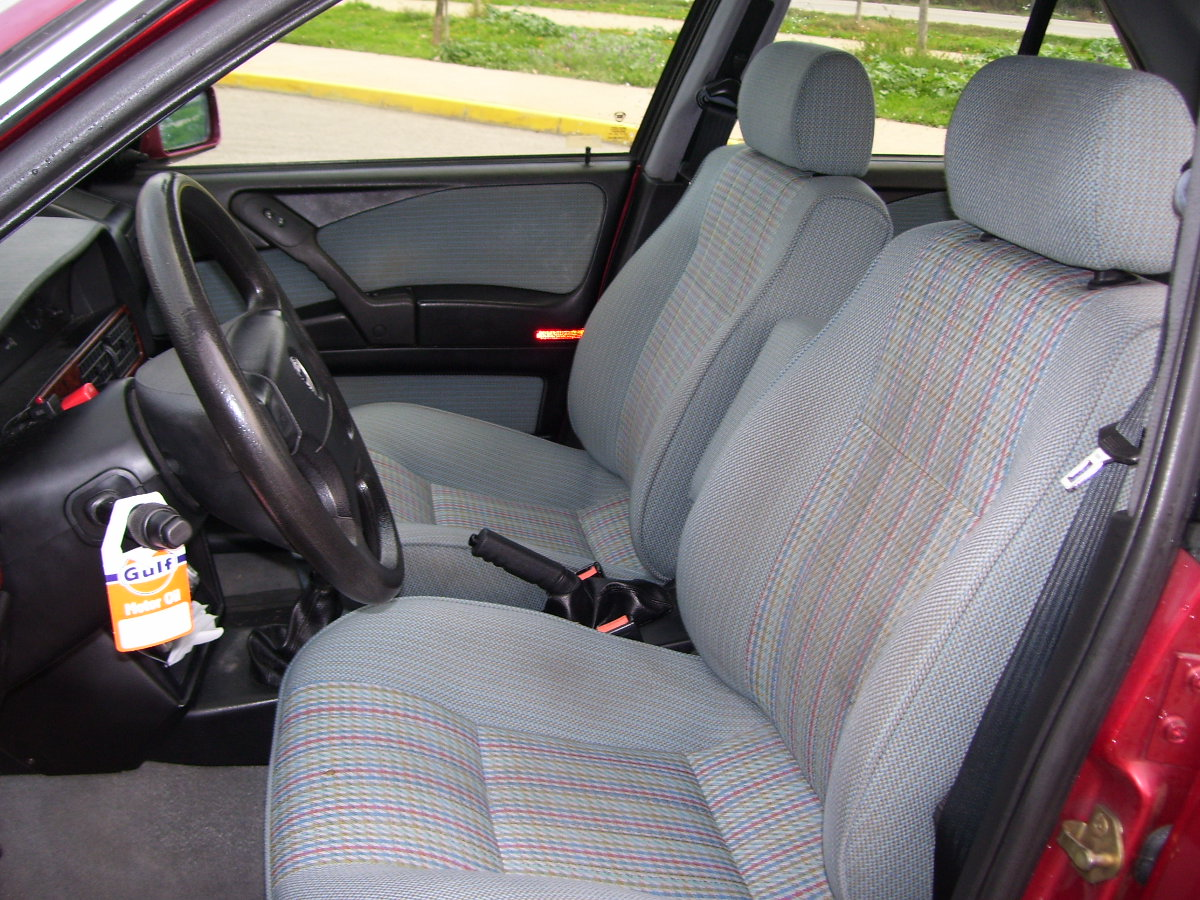
Передние сидения
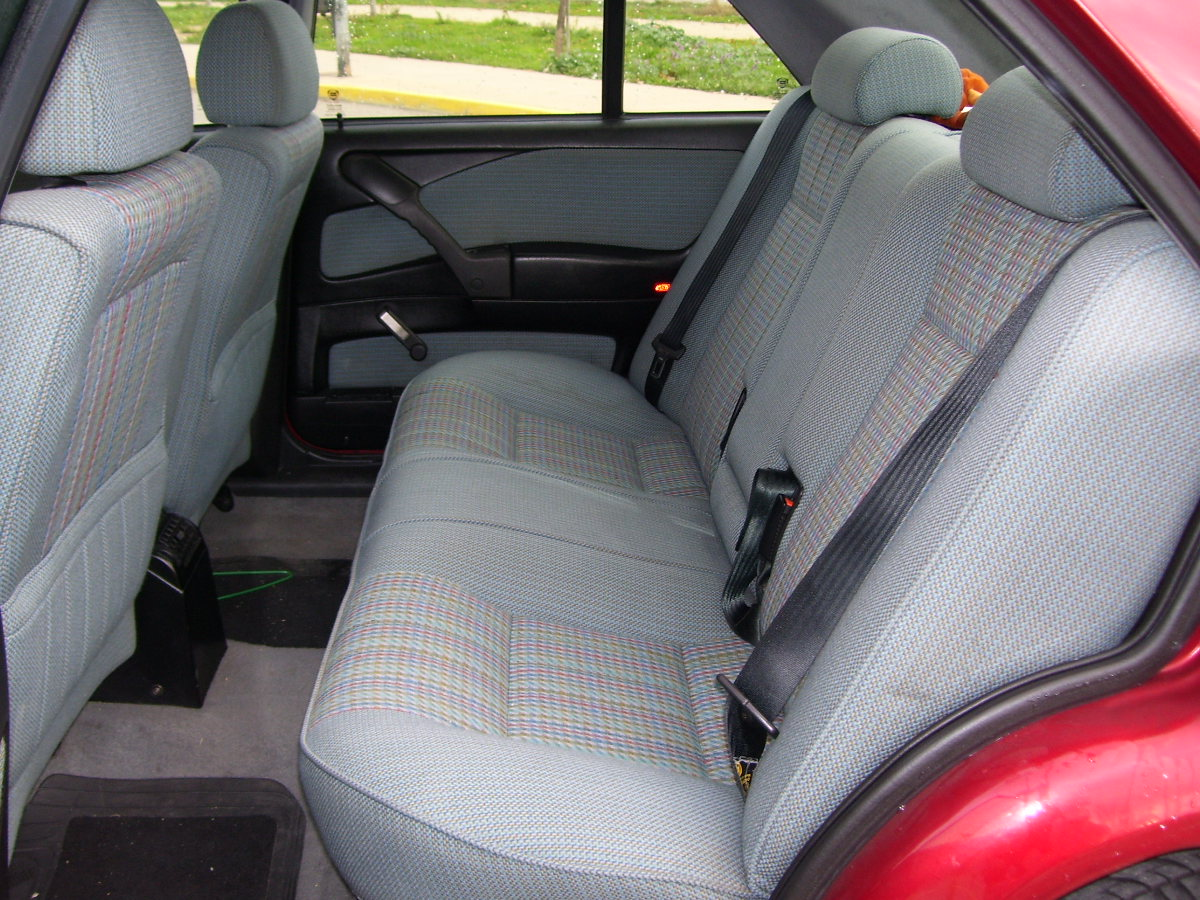
Задний диван
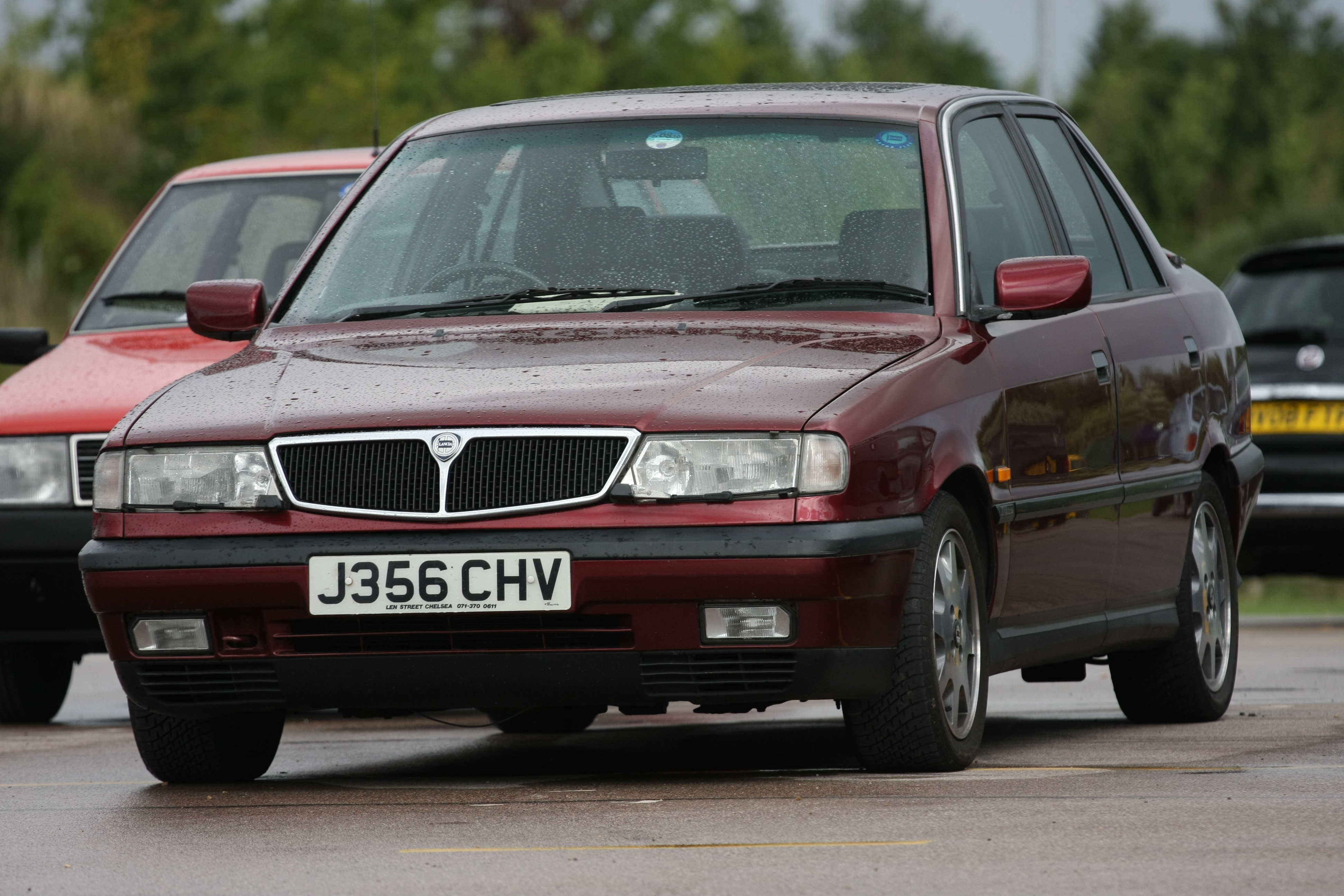
Седан
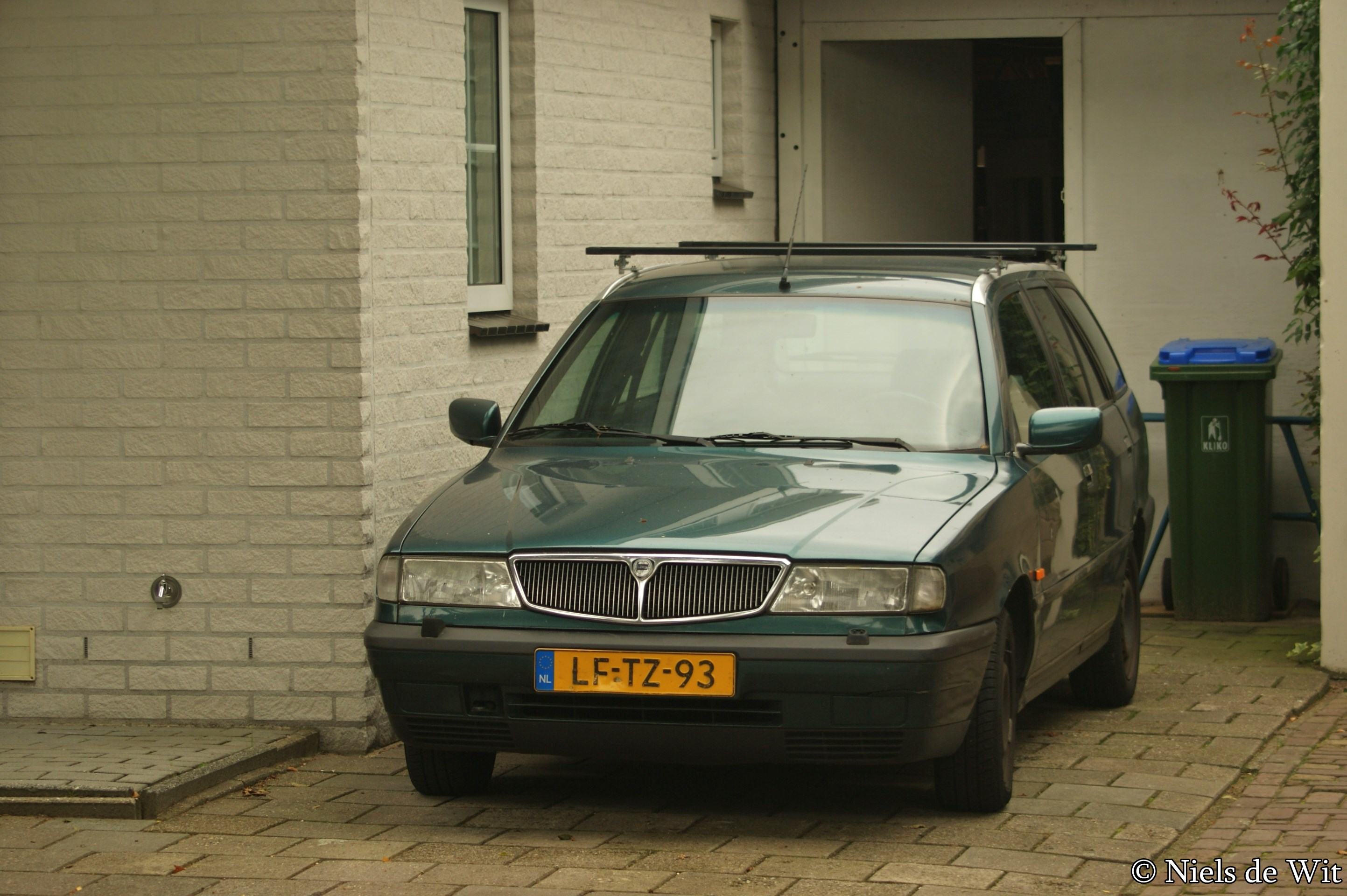
Унивесал